# چهار فصل (مینی‌سریال)
چهار فصل (به انگلیسی: The Four Seasons) یک مینی‌سریال کمدی آمریکایی است که توسط تینا فی، لانگ فیشر و تریسی ویگفیلد برای شبکه نتفلیکس نوشته شده و ساخته شده است. این فیلم اقتباسی از فیلمی به همین نام محصول سال ۱۹۸۱ است که ستارگانی چون فی، استیو کارل، کلمن دومینگو و ویل فورت در آن ایفای نقش می‌کنند. این مینی‌سریال در تاریخ ۱ مه ۲۰۲۵ از شبکه نتفلیکس منتشر شد.

## بازیگران

### اصلی
- تینا فی در نقش کیت
- ویل فورته در نقش جک، شوهر کیت
- کری کنی-سیلور در نقش آن
- مارکو کالوانی در نقش کلود
- اریکا هنینگسن در نقش جینی، زن جوانی که نیک پس از طلاق از آن با او قرار می‌گذارد
- کولمن دومینگو در نقش دنی، همسر کلود که یک معمار است
- استیو کرل در نقش نیک، همسر سابق آن که به زودی ازدواج خواهد کرد

### مهمان
- جولیا لستر در نقش لیلا، دختر آن و نیک
- آلن آلدا در نقش دان، پدر آن
- اشلین مدوکس
- جیکوب باکن‌مایر
- تیلور اورتگا
- سیمون رکاسنر
- توبی ادوارد هاس
- تامی دو
- کلوئه تروست
- جک گور
- کول تریستان مورفی

## انتشار
این مینی‌سریال در تاریخ ۱ مه ۲۰۲۵ از نتفلیکس منتشر شد.

## نقدها
وب‌سایت بازبینی جمعی راتن تومیتوز، بر اساس ۴۰ نقد، امتیاز ۷۵٪ را به این فیلم داد. متاکریتیک که از میانگین وزنی استفاده می‌کند، بر اساس نظر ۲۶ منتقد، امتیاز ۶۰ از ۱۰۰ را به این فیلم اختصاص داد که نشان‌دهندهٔ نقدهای «مختلط یا متوسط» برای این مینی‌سریال است.